# Сорага
Сорага, Сораґа (італ. Soraga) — муніципалітет в Італії, у регіоні Трентіно-Альто-Адідже, провінція Тренто.
Сорага розташована на відстані близько 510 км на північ від Рима, 60 км на північний схід від Тренто.
Населення — 723 особи (2014).
Щорічний фестиваль відбувається 29 червня. Покровитель — Петро (апостол).

## Демографія
Населення за роками:

Станом на 1 січня 2023 року в муніципалітеті офіційно проживали 43 іноземці з 10 країн, серед них 8 громадян країн Євросоюзу та 3 громадяни України.

## Сусідні муніципалітети
- Фалькаде
- Моена
- Поцца-ді-Фасса
- Віго-ді-Фасса